# Las Arenas, Michoacán de Ocampo
Las Arenas är en ort i Mexiko.   Den ligger i kommunen Chucándiro och delstaten Michoacán de Ocampo, i den centrala delen av landet, 240 km väster om huvudstaden Mexico City. Las Arenas ligger 1 857 meter över havet och antalet invånare är 124.
Terrängen runt Las Arenas är varierad. Las Arenas ligger nere i en dal. Runt Las Arenas är det ganska tätbefolkat, med 172 invånare per kvadratkilometer. Närmaste större samhälle är Huandacareo, 13,0 km nordost om Las Arenas. I omgivningarna runt Las Arenas växer huvudsakligen savannskog.